# Lothar Schünemann
Lothar Schünemann   (Pillgram, 2 d'abril de 1938) és un antic pilot d'enduro alemany que va destacar en competició durant la dècada del 1960, tant a escala internacional com a l'antiga RDA. Al llarg de la seva carrera va guanyar un Vas d'argent als Sis Dies Internacionals (ISDT) amb la selecció de la RDA i va aconseguir una victòria absoluta en aquesta prova. També va guanyar cinc campionats de la RDA i la Copa d'Europa d'enduro de 75cc de 1967 (la precursora del Campionat d'Europa, instaurat el 1968).

## Carrera esportiva
De professió electricista d'automoció a la fàbrica MZ, Lothar Schünemann va debutar en competicions d'enduro el 1958 amb una Jawa de 350 cc. Enquadrat inicialment dins el MC Potsdam de Ludwigsfelde, va passar després al Dynamo Potsdam i el 1961 va entrar al MC Dynamo Erfurt. El 1964 va passar a pilotar una Simson de 75 cc i va formar part de l'equip de la RDA que va guanyar el vas als ISDT d'Erfurt. Un any després, a l'illa de Man, va ser el millor dels 299 pilots participants, en una edició dels ISDT que ha estat considerada una de les més difícils de tots els temps. El 1966, Schünemann va entrar al departament de competició de Simson com a pilot de fàbrica, on va romandre fins al 1972. Després de guanyar la Copa d'Europa de 1967, entre el 1968 i el 1971 va obtenir tres tercers llocs finals a les primeres edicions del nou Campionat d'Europa. A banda, els anys 1968 i 1971 va guanyar el Campionat de la RDA amb la Simson de 75 cc. El 1973, va canviar al MC Dynamo Suhl i va passar als 50 cc. En aquesta cilindrada va aconseguir tres campionats estatals més.
Al llarg de 20 anys de carrera, Schünemann va participar en 13 edicions dels ISDT i va obtenir-hi nou medalles d'or i dues d'argent. La darrera cursa en què va participar va ser la Rund um Zschopau de 1978.